# Уотсон, Верни
Ве́рни Уо́тсон (англ. Vernee Watson; род. 14 января 1954, Трентон, Нью-Джерси, США) — американская актриса, писательница, преподаватель по актёрскому мастерству, режиссёр и продюсер.

## Биография
Уотсон окончила Нью-Йоркский университет. Известна своими ролями второго плана Вернаджины Уильямс в «Добро пожаловать назад, Коттер» (1975—79) и Виолы «Ви» Смит в «Принце из Беверли-Хиллз» (1990—96), где сыграла мать героя Уилла Смита. Она также озвучила Ди Ди в анимационном мультсериале Ханны-Барберы «Капитан Кейвман и ангелы-подростки».
Уотсон была замужем дважды. Её первый брак с Джо Дакетт длился с 1976-го по 1977-й год и в последний раз была замужем за фотографом Ваном Джонсоном с 1979-го по 1991-й год. У Уотсон есть дочь — Санд Джиния Джонон (род. 1983). В 2005 году Уотсон была свидетелем второго дела Майкла Джексона о растлении детей.

## Избранная фильмография
| Год       |    | Русское название              | Оригинальное название         | Роль                                      |
| --------- | -- | ----------------------------- | ----------------------------- | ----------------------------------------- |
| 1970      | ф  | Хлопок прибывает в Гарлем     | Cotton Comes to Harlem        | женщина                                   |
| 1976      | тф | Под колпаком                  | The Boy in the Plastic Bubble | Гвен                                      |
| 1979—1981 | с  | Остров фантазий               | Fantasy Island                | Андреа / Рошель МакКензи / Кэрри Уилсон   |
| 1980      | с  | Восьми достаточно             | Eight Is Enough               | Джеки Калхун                              |
| 1981      | ф  | Всю ночь напролёт             | All Night Long                | Эмили                                     |
| 1981      | с  | Джефферсоны                   | The Jeffersons                | Кэрол                                     |
| 2003      | с  | Два с половиной человека      | Two and a Half Men            | медсестра Филис в дурдоме/медсестра Лорна |
| 2004      | ки | Grand Theft Auto: San Andreas | Grand Theft Auto: San Andreas | пешеход                                   |
| 2006      | с  | Отчаянные домохозяйки         | Desperate Housewives          | врач скорой помощи                        |
| 2006—2007 | с  | Декстер                       | Dexter                        | миссис Доакс                              |
| 2007      | с  | Теория Большого взрыва        | The Big Bang Theory           | Врач в больнице                           |
| 2010      | с  | Доктор Хаус                   | House                         | медсестра Смитс                           |
| 2011      | с  | Держись, Чарли!               | Good Luck Charlie             | директор Хибберт                          |
| 2014      | с  | Волчонок                      | Teen Wolf                     | дежурная в доме Эйхена                    |
| 2019      | ф  | Эффект Манделы                | The Mandela Effect            | Надин                                     |